# Diospyros buxifolia
Diospyros buxifolia  es una especie perteneciente a los ébanos y persimones. 

## Descripción
Alcanza un tamaño de hasta 30 metros de altura. Las inflorescencias tienen hasta cinco flores. Los frutos son elipsoidales, de hasta 1,6 cm  de largo. 

## Hábitat
Se encuentra en los bosques desde el nivel del mar a los 1.000 metros de altitud. D. buxifolia se encuentra ampliamente desde la India a Indochina y en Malasia y en Nueva Guinea.

## Taxonomía
Diospyros buxifolia fue descrita por (Blume) Hiern  y publicado en Transactions of the Cambridge Philosophical Society 12: 218. 1873.
Etimología
Diospyros: nombre genérico que proviene de (διόσπυρον) del griego Διός "de Zeus" y πυρός "grano", "trigo" por lo que significa originalmente "grano o fruto de Zeus". Los autores de la antigüedad usaron el vocablo con sentidos diversos: Teofrasto menciona un   diósp¯yros –un árbol con pequeños frutos comestibles de huesecillo duro–, el que según parece es el almez (Celtis australis L., ulmáceas), y Plinio el Viejo (27.98) y Dioscórides lo usaron como otro nombre del griego lithóspermon, de líthos = piedra y spérma = simiente, semilla, y que habitualmente se identifica con el Lithospermum officinale L. (boragináceas). Linneo tomó el nombre genérico de Dalechamps, quien llamó al Diospyros lotus "Diospyros sive Faba Graeca, latifolia".
buxifolia: epíteto latíno que significa "con las hojas de Buxus".
Sinonimia
- Diospyros elegantissima Bakh.
- Diospyros microphylla Bedd.
- Diospyros munda Hiern
- Ebenus buxifolia (Blume) Kuntze
- Leucoxylum buxifolium Blume
- Maba elegans Ridl.[7]